# 電波少女
電波少女是一個由香港TVB女藝員在1998年短暫組成的一個組合。成員分別是梁雪湄、汪曉文（後改名汪琳）、雷穎怡(現名雷晴雯)、梁佩盈、任港秀、翟佩雲、李慧萍（後改名李思蓓）和姚樂怡。

## 源起
為了追擊當年亞洲電視的亞洲小姐競選，TVB以水上競技遊戲節目《超級電波少女大激鬥》迎戰，觀眾的看點自然投放在一班「泳裝美女」身上；而「電波少女」之名起源有二：當時香港的電波少年熱潮未退，再加上成員們的驕人身材，因而得出此名。
及後，因發生「東洋波女飛Bra事件」，令觀眾關注到兩台為了收視之爭而而漠視觀眾選擇，也令電視節目低俗化。於是TVB抽起電波少女，以緩解輿論壓力。無綫又安排她們參與《星光熠熠耀保良》，並在毫無預告先兆情況下將她們冠以「愛心少女」之名；而各人亦以密密實實的衣著去探訪一群老人家，務求「洗底」。
至於一早拍攝好的《超級電波少女水著大激鬥》，亦要改名，改為以「獎門人」作為包裝的水著遊戲節目—《天下無敵獎門人之水陸大激戰》，但節目依然作為對付亞姐總決賽的「武器」。

## 解散
1998年9月，「愛心少女」最終解散，成員們各有出路，梁佩盈、汪曉文、任港秀、梁雪湄轉到《歡樂今宵》演出，李慧萍和翟佩雲分別主持體育和旅遊節目，姚樂怡主持《勁歌金曲》，雷穎怡成為當屆世界盃主持之一（被稱為「世界妹」）。但成員們大部份已離開TVB甚至息影，而姚樂怡則轉營做經紀人。

## 外部連結
- 南方网：無線“電波少女”始末 （页面存档备份，存于）

1. ↑  【電波少女去向】任港秀前年閃婚梁雪湄投資水療美容中心 （页面存档备份，存于）2015年07月22日 即時新聞 蘋果日報